# الرصافة (البصرة)
رُصَافَةُ البَصْرَة هي مدينة تاريخيَّة صغيرة من العصر العبَّاسي تقع بالقرب من البصرة في العراق.

## من أعلامها
يُنسب إلى هذه المدينة عدد من الأعلام، منهم:
- أبو عبد الله محمد بن عبد الله بن أحمد الرُّصَافيّ: روى الحديث عن محمد بن عبد العزيز الدَّرَاوَرْدِي. روى عنه أبو بكر أحمد بن محمد بن عَبْدُوس النَّسَوي.
- أبو القاسم الحسن بن علي بن إبراهيم المُقْرِئ الرُّصَافيّ: روى الحديث عن إبراهيم بن الحجَّاج بن هارون المَوْصِلي الكاتب، وسمع منه في الموصل.

### فهرس المنشورات
1. 1 2  الحموي (1977)، ج. 3، ص. 46.

### معلومات المنشورات كاملة
الكتب مرتبة حسب تاريخ النشر
- ياقوت الحموي (1977)، معجم البلدان (ط. 1)، بيروت: دار صادر، OCLC:1014032934، QID:Q114913343